# Льодовик Твейтса
75°30′ пд. ш. 106°45′ зх. д. / 75.5° пд. ш. 106.75° зх. д.
Льодовик Твейтса або льодовик Судного дня — антарктичний льодовик, що впадає до затоки Паїн-Аїленд, акваторія моря Амундсена, на схід від гори Мерфі, на узбережжі Волгрін землі Марі Берд.

## Опис
В 2010 році площа льодовика становила близько 192 000 км².
Має довжину понад 160 км і ширину 30 км. 60 км язика, тобто є — шельфовим льодовиком. Його швидкість на поверхні перевищує 2 км/рік поблизу лінії впадіння до океану. Його найшвидший лід знаходиться в центрі: 50 км на схід від гори Мерфі.
Льодовик знаходиться в зоні підвищеної вулканічної активності.
В 1967 р. Консультативний комітет з антарктичних найменувань найменував льодовик на честь Фредріка Т. Твейтса (1883—1961), гляціолога, геоморфолога та почесного професора Університету Вісконсін-Медісон.
Шельфовий льодовик Твейтса, скріплює та стримує східну частину льодовика Твейтса, є висока ймовірність його руйнації 2021—2032 роках, що призведе до збільшення швидкості льодовика Твейтса та підвищення рівня моря.

## Значення як кліматичного індикатора
Льодовик Твейтса, разом з льодовиком Паїн-Аїленд, вважається слабкою нижньою частиною значно більшого Західноантарктичного льодовикового щита та діє як «гальмівна колодка» для нього. 
Як встановили вчені, льодовик Твейтса став активно танути з 1944±12 років XX ст. і відтоді цей процес не припиняється. У випадку його повної руйнації, численні прибережні міста можуть бути затоплені через підвищення рівня моря більш ніж на метр. BBC назвала льодовик Твейтса льодовиком Судного дня через його глобальне значення.
У районі льодовика особливо чітко відчуваються атмосферні та океанічні зміни: результатом є швидка втрата льоду. Лінія приземлення льодовика, (лінія, де льодовик востаннє торкається дна і де він починає плавати) знаходиться на підводному хребті. Лід там тоншає, лінія приземлення переходить у глибоководний басейн. Якщо льодовик втратить контакт із землею по всій поверхні хребта і спливе вгору, це значно прискорить швидкість його потоку і, таким чином, його танення протягом наступних кількох десятиліть.

## Результати спостереження
На початку 2020 року дослідники з Міжнародної колаборації льодовика Твейтса (англ. International Thwaites Glacier Collaboration (ITGC)) провели вимірювання, щоб розробити сценарії майбутнього льодовика та спрогнозувати часові рамки можливого колапсу. З'ясовано, що ерозія льодовика підігрітою водою океану сильніша, ніж очікувалося. Дослідники відзначили, що температура води на базовій лінії льодовика була вже більш ніж на два градуси вище нуля.
Дослідження 2021 року показало, що великі частини шельфового льодовика можуть відколотися протягом кількох років. Маркером цього є тріщини і рух льоду.
Руйнація даного льодовика підвищить рівень морів приблизно на 65 см, а повне танення льодовика також може зрушити сусідні льодовикові маси і спричинити підвищення глобального рівня моря до трьох метрів.
В 2023 році, айсберг B-22A, який відколовся від льодовика Твейтса ще в 2002 році, почав рух від Південного полюса. Даний айсберг — є найбільшою частиною  колосальної крижаної маси B-22 розміром з американський штат Род-Айленд. Зараз B-22A зберіг більшу частину початкового льоду і покриває близько 3 000 км². Вирвавшись з льодовика ще на початку серпня 2002 року, B-22A вільно плавав недалеко від узбережжя Антарктики, поки в 2012 році не застряг на піднятій ділянці морського дна. В середньому, він переміщався зі швидкістю всього 2,6 км на рік. За даними НАСА, це один з найповільніших середніх показників серед всіх айсбергів за всю історію спостережень.
Більш ранні дослідження, що використовували комп'ютерне моделювання, щоб спрогнозувати рух льодовика, концентрувалися на його швидкості й товщині, а також тому, як вони змінюються у межах століть. Однак у новому дослідженні, вчені зі Стенфордського університету дійшли висновку, що крижаний потік, розташований у самому серці льодовика Судного дня, з шириною 130 кілометрів може збільшитися вже за наступні два десятиліття. Наслідки для планети будуть гнітючими — втрати льоду лише збільшаться, що неодмінно сприятиме підвищенню глобального рівня моря.
Група гляціологів з Каліфорнійського університету в Ірвайні проаналізували дані, зібрані з березня по червень 2023 року в рамках комерційної супутникової місії ICEYE (Фінляндія), в тому числі стосовно льодовика Твейтса та виявили, що через приливні цикли тепла морська вода під високим тиском проникає під льодовик на кілометри. Це призводить до підйомів і опускань льодовикового покриву. У результаті він сповзає в океан приблизно на 800 м щорічно.

## Інтернет-ресурси
- Загроза для Європи США та Росії. Нова доповідь учених